# Charles Knight
Pour les articles homonymes, voir Knight.
 (juin 2019).
Si vous disposez d'ouvrages ou d'articles de référence ou si vous connaissez des sites web de qualité traitant du thème abordé ici, merci de compléter l'article en donnant les références utiles à sa vérifiabilité et en les liant à la section « Notes et références ».

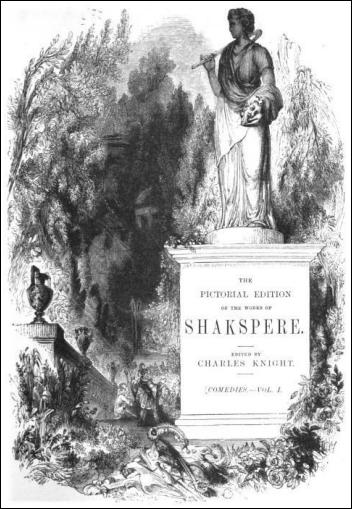
Pictorial Shakspere, edition 1867.

Charles Knight, né le 15 mars 1791 à Windsor et mort le 9 mars 1873 à Addlestone, est un éditeur et auteur anglais.

## Biographie
Fils d'un imprimeur de Windsor, il fait son apprentissage chez son père. Devenu journaliste, il prend des parts dans plusieurs journaux, dont le Windsor, Slough et l'Eton Express.
En 1823, il lance La revue trimestrielle de Knight, à laquelle contribuent Winthrop Mackworth Praed, Derwent Coleridge et Thomas Macaulay pendant six numéros. En 1827, Knight devient directeur général des publications de la Société pour la diffusion des connaissances utiles. En 1829, il édite à son propre compte La Bibliothèque des connaissances, écrivant lui-même plusieurs volumes de la série. En 1832/1833, il commence la penny encyclopaedia, encyclopédie populaire qui interrompt ses livraisons en 1844.
En 1853, Knight, devenu rédacteur en chef de L'Encyclopédie anglaise, lance une chronique du gouvernement régional, puis peu après son Histoire populaire de l'Angleterre. En 1864, il prend sa retraite d'éditeur, mais rédige son autobiographie et un roman historique.
Il meurt à Addlestone, dans le Surrey en 1873.